# Terssac
Terssac är en kommun i departementet Tarn i regionen Occitanien i södra Frankrike. Kommunen ligger i kantonen Albi-Ouest som tillhör arrondissementet Albi. År 2022 hade Terssac 1 200 invånare.

## Befolkningsutveckling
Antalet invånare i kommunen Terssac
| Referens: INSEE |